# Plaza del Granado

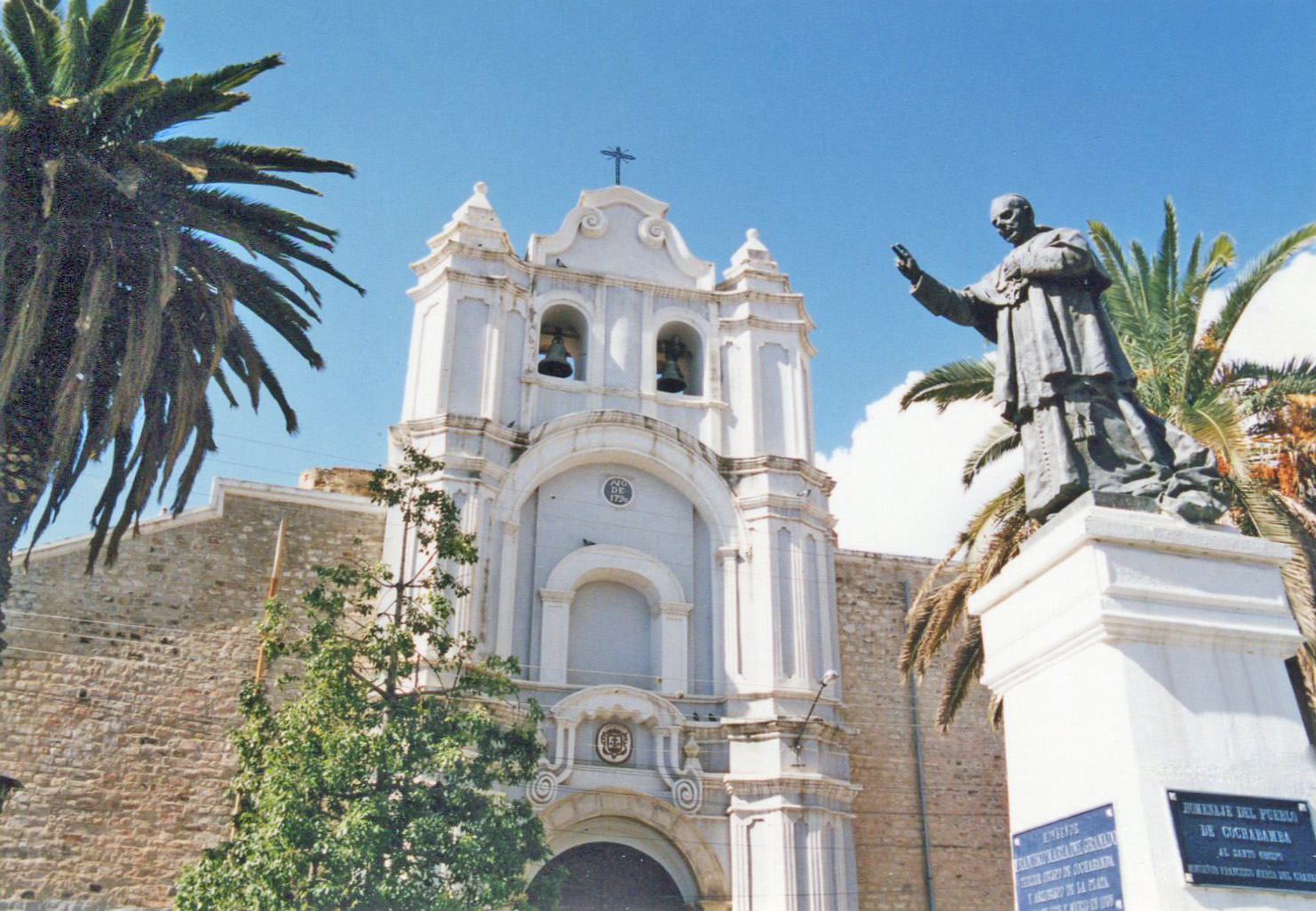
Estatua del Venerable Siervo de Dios Francisco María del Granado al frente al convento de Santa Teresa, construido en 1760

La Plaza del Granado es una plaza colonial de la ciudad de Cochabamba, Bolivia ubicada en el rincón en el que confluyen las calles Baptista y Ecuador. En ella se encuentra el  Convento de Santa Teresa construido en 1760. Además, en la plaza podemos encontrar el monumento dedicado en 1909 a "El Tata" Granado, atendiendo a la arraigada devoción que el pueblo boliviano profesa a este santo y obispo de la Iglesia católica. 

## El Convento de Santa Teresa
El Convento, Claustro e Iglesia de Santa Teresa se lo considera una de las joyas de la arquitectura religiosa colonial de Bolivia por presentar elementos del estilo barroco. La fachada angosta y alta de Santa Teresa es hermana gemela de la de San Felipe de Neri en Sucre, con algunas pequeñas variantes.

## Reforma controvertida
En 2004 la Alcaldía cambió por baldosas el empedrado de la época colonial, y erigió columnas estriadas que rompen con el estilo colonial del recinto, por lo que se suscitó una controversia entre los defensores del nuevo diseño, proyecto del arquitecto cochabambino Álvaro Urdininea, y aquellos que opinan que es demasiado moderno para el casco viejo de la ciudad.

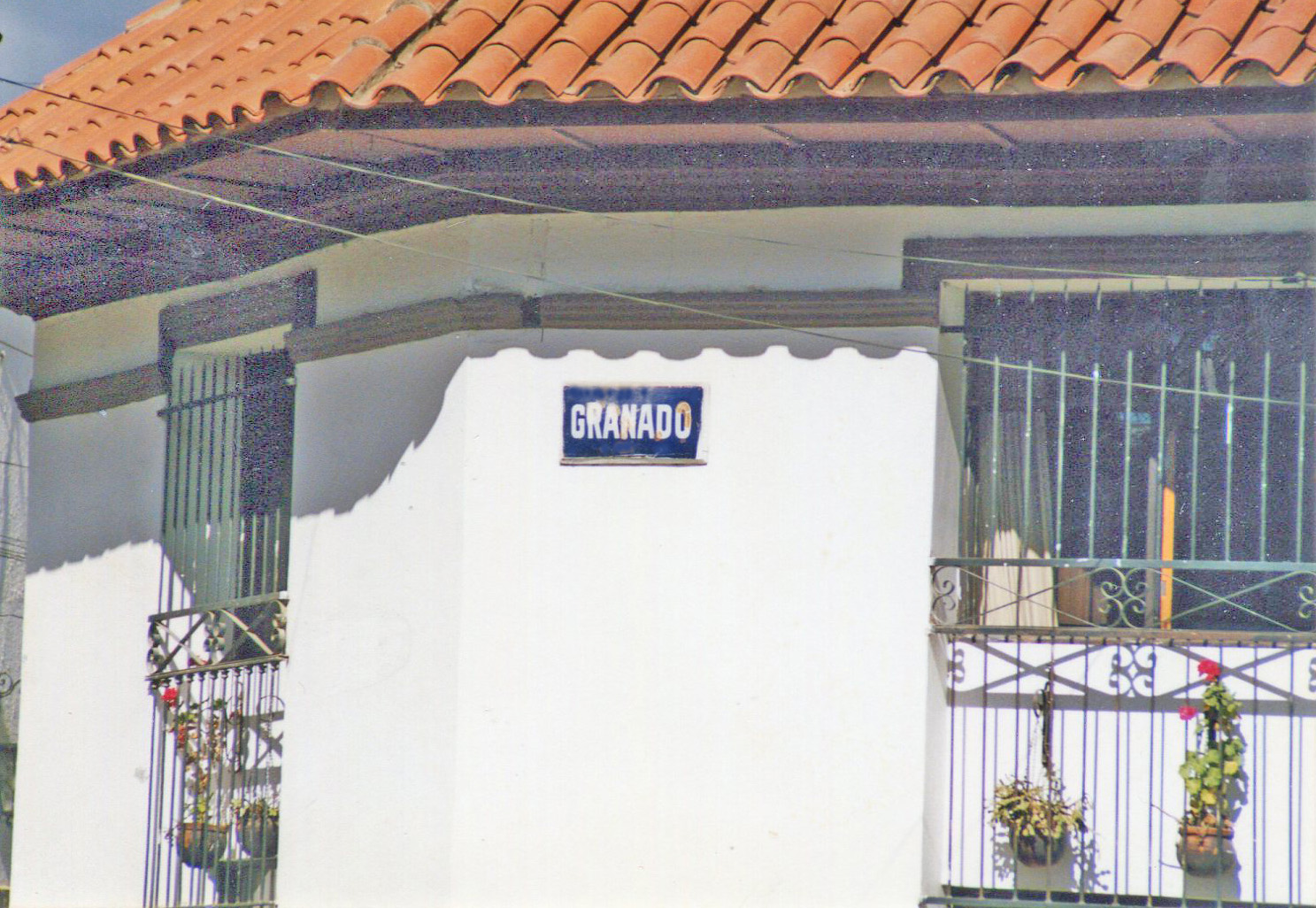
Fachada de una casa en estilo colonial con rejas de hierro forjado